# Словацкие Бескиды
Слова́цкие Бески́ды (на тер. Словакии; словац. Slovenské Beskydy), или Живецкие Бескиды (на тер. Польши; пол. Beskid Żywiecki) — горы на границе Польши и Словакии, часть Западных Бескид.
Протяжённость хребта составляет около 80 км. Высшая точка — гора Бабья (1725 м). Горы сложены главным образом песчаниками. На склонах до высоты 1400 м произрастают елово-пихтовые и буковые леса, выше — горные кустарники и луга. Здесь открыт Бабёгурский национальный парк.